# Hachijo (subprefectuur)

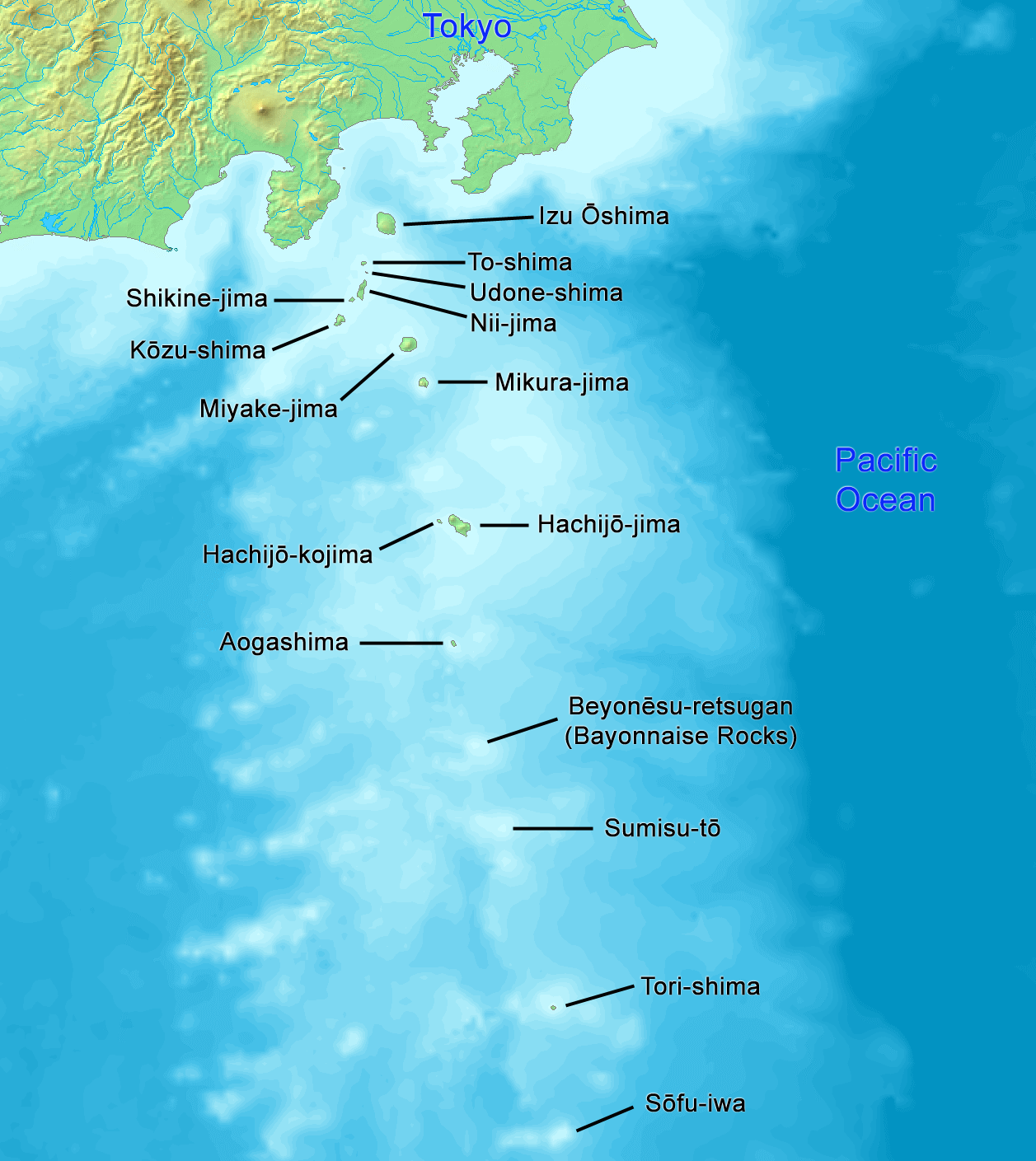
Izu-eilanden

 Hachijō  (Japans: 八丈支庁,  Hachijō-shichō) is een subprefectuur van de prefectuur Tokio (Japan).
Hachijō heeft een oppervlakte van 78,6 km² en een bevolking van ongeveer 8667 inwoners (1 april 2008). De subprefectuur staat onder de bevoegdheid van het Overheidsbureau voor Algemene Zaken van de prefectuur Tokio (東京都総務局, Tōkyō-to sōmu kyoku ; Engels : Tokyo Metropolitan Government Bureau Of General Affairs). De subprefectuur bevindt zich op de Izu-eilanden.
Er bevinden zich 1 gemeente en 1 dorp in de subprefectuur:
- Hachijo (gemeente op de eilanden Hachijōjima en Hachijōkojima)
- Aogashima (dorp op het eiland Aogashima)

Binnen de subprefectuur bevinden zich nog een paar eilanden die niet behoren tot een van deze twee gemeenten, dit omdat zowel Hachijō en Aogashima er het bestuur van opeisen:
- Torishima
- Sumisu-tō (het eiland Smith)
- Beyonēzu Retsugan (de Bayonaise-rotsen)
- Sōfu-iwa (Engels: Lot's Wife)

Enkel de eilanden Hachijōjima en Aogashima zijn bewoond.